# Софі Германс
Софія Теодора Монік (Софі) Германс (нід. Sophia Theodora Monique (Sophie) Hermans; Неймеген, 1 травня 1981) — нідерландський політик. З 23 березня 2017 року — депутат Палати представників від Народної партії за свободу і демократію (VVD). З 11 січня 2022 року очолила партію VVD.

## Біографія

### Освіта
Германс отримала доуніверситетську освіту в Драхтстерському ліцеї. Вона вивчала політологію в Амстердамському університеті з 2000 по 2006 рік, де здобула ступінь магістра державного управління. Після цього вона пройшла аспірантуру в Державному університеті Сан-Франциско (міжнародні відносини та економіка) і в Лондонській школі бізнесу (менеджмент).

### Кар'єра
Її перша робота була в агентстві з соціальних питань в Утрехті. З листопада 2012 року була політичним радником міністра житлово-комунального господарства Стефа Блока. У січні 2015 року вона стала політичним радником прем'єр-міністра Марка Рютте..
На виборах до Палати представників 2017 року була шістнадцятою у списку кандидатів Народної партії за свободу і демократію (VVD). Германс отримала посаду заступника голови парламентської фракції VVD Марка Рютте.
На виборах до Палати представників 2021 року була на третьому місці у списку кандидатів від VVD. Виконувала обов'язки переговорника під час формування кабінету міністрів у 2021—2022 роках. Вона стала лідером парламентської фракції VVD 11 січня 2022 року, коли Рютте пішов з Палати представників, щоб стати прем'єр-міністром у своєму новому кабінеті. З 16 вересня 2021 року вона також була головою Комітету з питань розвідки та служб безпеки.
У червні 2022 року Германс особисто виступила на з'їзді своєї партії, де вона заперечувала, що завдячує своїм становищем своєму батькові або своїй роботі помічницею Рютте. Під час наступних партійних дебатів Герт Вілдерс (PVV) запитав її, як довго вона збирається залишатися «носієм сумки» Рютте (нід. tassendrager). Германс була збентежена цим зауваженням. Спікер Віра Бергкамп попросила Вілдерса утриматись від зауважень. Відповідь Германс була зустрінута загальним схваленням, а кілька інших лідерів партії засудили коментар Вілдерса.
У липні 2023 року, після відставки прем'єр-міністра Марка Рютте з національної політики та з посади лідера VVD, Германс відмовилася балотуватися на посаду наступного лідера Народної партії за свободу та демократію.

## Особисте життя
Германс є донькою колишнього політика від партії VVD і бізнесмена Лоека Германса. У неї є брат і молодша сестра Каролієн Германс, яка змінила її на посаді політичного помічника прем'єр-міністра Марка Рютте в березні 2017 року.
Герман неодружена. Вона грає в хокей.

## Виборча історія
| Вибори                             | Партія | Місце в списку | Кількість голосів | Результат                    |
| ---------------------------------- | ------ | -------------- | ----------------- | ---------------------------- |
| Вибори в Палату представників 2017 | VVD    | 16             | 4,417             | Обрана                       |
| Вибори в Палату представників 2021 | VVD    | 3              | 24,115            | Обрана, вище порога переваги |